# Bye bye, I love you
Bye bye, I love you is een single van Ireen Sheer. Het is afkomstig van haar album Ireen Sheer’s english favourites. Bye bye, I love you was de inzending van Luxemburg voor het Eurovisiesongfestival 1974. Ze behaalde een gedeelde vierde plek. Bye bye is weliswaar een Engelse titel, maar het lied werd gezongen in het Frans. De schrijvers waren Duitsers.

## Hitnotering
Ireen Sheer kreeg in Nederland geen enkele hitsingle, in België maar een.

### BelgischeBRT Top 30
| Hitnotering: 27-4-1974 t/m 3-5-1974 | Hitnotering: 27-4-1974 t/m 3-5-1974 | Hitnotering: 27-4-1974 t/m 3-5-1974 |
| Week:                               | 1                                   |                                     |
| ----------------------------------- | ----------------------------------- | ----------------------------------- |
| Positie:                            | 26                                  | uit                                 |